# Малый Узень (село)
Малый Узень — село в Питерском районе Саратовской области, административный центр сельского поселения Малоузенское муниципальное образование.
Село расположено в юго-восточной части района на левом берегу реки Малый Узень. До районного центра (Питерка) — 30 км, до железнодорожной станции Малоузенск — 4 км.
В селе школа, дом культуры, отделение связи. Планировка села многорядная, разветвлённая.

## История
Основано в 1747 году русскими и украинскими переселенцами.
Слобода казённая и удельная Малый Узень упоминается в Списке населенных мест Российской империи по сведениям 1859 года. Село относилось к Новоузенскому уезду Самарской губернии. Село находилось на границе с землями Внутренней Киргизской орды, в 36 верстах от уездного города. В 1859 году в слободе проживало свыше 2,5 тысяч жителей.
После крестьянской реформы слобода Малый Узень являлась волостным селом Малоузенской волости.
Согласно Списку населённых мест Самарской губернии 1910 года в Малом Узене проживало 4999 мужчин и 5074 женщины, село населяли бывшие государственные и удельные крестьяне, преимущественно русские, православные и сектанты (также проживали немцы и малороссы), в селе имелись волостное правление, 2 церкви, лютеранский молитвенный дом, двухклассная министерская школа, библиотека-читальня, частное реальное училище, женская гимназия, волостной банк, биржа, метеорологическая станция, земская станция, земская лечебница, почтовое отделение, аптека, мельница с нефтяным двигателем, кирпичный завод, проводились 3 ярмарки, по воскресеньям базары,
работали врач, акушерка и 2 фельдшера, урядник.
В 1919 году в составе Новоузенского уезда село включено в состав Саратовской губернии.

## Население
Динамика численности населения по годам:
| Годы      | 1859 | 1889 | 1897 | 1910  | 1987  | 2002 |
| --------- | ---- | ---- | ---- | ----- | ----- | ---- |
| Население | 2530 | 4466 | 6031 | 10072 | ≈1600 | 1595 |

| 2002 | 2010  |
| ---- | ----- |
| 1602 | ↘1477 |

Национальный состав
Согласно результатам переписи 2002 года большинство населения составляли русские (69 %) и казахи (27 %).

## Известные жители
Родился Юрий Сергеевич Соколов (21 июня 1923— 4 января 1989) — командир танка Т-34, участник Великой Отечественной войны[1], Герой Советского Союза.